# Бердников, Юрий Михайлович
Юрий Михайлович Бердников (19.11. 1962, город Малмыж, Кировская область, СССР) — российский киноактёр, кинорежиссёр, сценарист и кинопродюсер.

## Биография
Родился в городе Малмыж Кировской области в семье военного лётчика. В детстве жил в Ленинграде и в городе Набережные Челны.
В 1988 году окончил актёрский факультет ГИТИСа, мастером курса была Элина Авраамовна Быстрицкая.
В 1995—2001 гг. был генеральным директором кинокомпании «Аполло».
С 2001 года занимает должности генерального директора и генерального продюсера кинокомпании «Русский Медведь».
С 2011 года — генеральный директор Кинокомпании ТРИ А.
Член Союза кинематографистов России.
Член Гильдии продюсеров России.
Как кинопродюсер выпустил в прокат больше 30 фильмов, среди которых такие популярные документальные и художественные картины, как «А поутру они проснулись» (2003), «Жена генерала» (2011), «Невинные создания» (2008), «Дягилев» (2016), «Класс» (2017), «Вертинский. Одинокий странник» (2019), «Селфи. Хаос и творчество» (2021).
Творческий почерк Юрия Бердникова-режиссёра и кинопродюсера отличает внимание к экранизации русской прозы и художественному анализу периода Серебряного века.
В его творческом багаже отмеченные рядом призов, среди которых — приз фестиваля «Литература и кино», приз VI Московский фестиваля отечественного кино «Московская премьера», приз XVII Открытого фестиваля кино стран СНГ, Латвии, Литвы и Эстонии, фестиваля «Лучезарный ангел» и другие, фильмы по рассказам Аверченко и Шукшина.
В 2016 году Юрий Бердников стал продюсером фильма «Купец на все времена. Виртуальный музей Сергея Дягилева» — истории жизни и творчества Сергея Дягилева, человека, познакомившего Европу с русским искусством Серебряного века. Фильм был представлен в «Российских программах» 39-го ММКФ, а также показан во Франции и Казахстане. Этот фильм был удостоен ряда призов, среди них: Специальный приз «За освещение малоизвестных страниц истории Русской культуры за рубежом» на XI Международном кинофестивале «Русское зарубежье» и Специальный приз Дирекции МКФ за режиссёрский дебют в документальном кино.
В 2018 году на экраны вышел спродюсированный Юрием Бердниковым документальный телепроект «Класс», приуроченный к 280-летнему юбилею «Академии русского балета имени А. Я. Вагановой» и Году балета в России. В фильме приняли участие ректор академии Николай Цискаридзе, известные педагоги, ученики. Мемуары Агриппины Вагановой в фильме озвучены Аллой Демидовой. Телепремьера прошла на канале «Россия-К». Критики отмечали, что «фильм отличается от большинства документальных лент необыкновенно выверенной логической точностью».
Этот фильм получил Приз зрительских симпатий Первой национальной премии имени Дзиги Вертова за достижения в области неигрового кино, Специальный приз Дирекции МКФ «За лучший документальный фильм, посвящённый Году балета в России», кроме этого, он был назван «Лучшим документальный фильм года» (2018 год) по версии журнала «Эстет» и получил Специальный приз СДМКТ на Международном кинофестивале «Любовь в каждом сердце» в 2019 году.
Юрий Бердников — продюсер фильма «Вертинский. Одинокий странник» (2019), который был представлен в программе 41-го Московского международного кинофестиваля и отмечен призами на фестивалях: Русское зарубежье, «Бродский фест», «Лучезарный Ангел», «Влюблённые в искусство», «На благо мира», «Журавли» и др. «Вертинский. Одинокий странник» — биографический документальный фильм, посвящённый юбилею Александра Николаевича Вертинского. Это — один из немногих документальных фильмов, который шёл в кинопрокате по всей России и включался в рейтинги наряду с художественными картинами.
Критика положительно оценила продюсируемый Бердниковым фильм «Селфи. Хаос и творчество».

## Фильмография

### Роли в кино
- «Коней на переправе не меняют» (1980)
- «Такая жёсткая игра — хоккей» (1983)
- «Бесконечность» (1991)
- «Сезон охоты» (1997—2001)
- «Криминальный отдел» (1997)
- «Юкка» (1998)
- «Три женщины и мужчина» (1998)
- «А поутру они проснулись» (2003)
- «Мы умрём вместе» (2004)
- «Продаётся дача» (2005)
- «Жулики» (2006)
- «Почтальон» (2008)
- «Невинные создания» (2008)
- «Банщик Президента, или Пасечники Вселенной» (2010)
- «Жена генерала» (2011)
- «Мексиканский вояж Степаныча» (2012)
- «Охота жить» (2014)
- «Дрянь» (2017)

### Режиссёр
- «Криминальный отдел» (1997)
- «Чехов и Ко» (1998)
- «Невинные создания» (2008)
- «Артур Чилингаров. Монологи» (2018)

### Сценарист
- «А поутру они проснулись» (2003)
- «Охота жить» (2014)
- «Дрянь» (2017)
- «Артур Чилингаров. Монологи» (2018)

### Продюсер
- «Сезон охоты» (1997—2001)
- «Криминальный отдел» (1997)
- «Юкка» (1998)
- «Три женщины и мужчина» (1998)
- «А поутру они проснулись» (2003)
- «Мы умрём вместе» (2004)
- «Жулики» (2006)
- «Егорино горе» (2007)
- «Невинные создания» (2008)
- «Банщик президента, или Пасечники Вселенной» (2009)
- «Я дождусь…» (2011)
- «Жена генерала» (2011)
- «Планета в аренду» (2013)
- «Охота жить» (2014)
- «Дрянь» (2017)
- «Артур Чилингаров. Монологи» (2018)
- «Вертинский. Одинокий странник» (2019)
- ««Миры»: глубже не бывает» (2021)
- «СЕЛФИ. Хаос и творчество» (2021)

## Документальное кино
- «Дягилев. Купец на все времена» (2016)
- «Класс» (2018)

## Призы и награды
- VII Открытый фестиваль кино стран СНГ и стран Балтии, 15 сентября 1998 года — Приз лучшему режиссёру и продюсеру стран СНГ и стран Балтии за фильм «Юкка».
- II Минский международный фестиваль «Листопад» — Диплом за фильм «Три женщины и мужчина» — город Минск, 1999 год.
- Администрация Президента Российской Федерации,  21 октября 2003 года — Почётная грамота за фильм «А поутру они проснулись».
- Российская Академия наук, 2004 год — Диплом и грамота за фильм «А поутру они проснулись».
- Фестиваль русских фильмов в Германии. 2004. Диплом за лучший сценарий к фильму «А поутру они проснулись».
- Международный фестиваль продюсерского кино России и Украины «Кино-Ялта», 2005 год — Диплом кинорежиссёру, сценаристу, актёру и продюсеру за вклад в развитие молодёжного кино.
- Третий Ханты-Мансийский международный фестиваль кинематографических дебютов «Дух огня», 2005 год —  Диплом художественному руководителю и продюсеру фильма «Мы умрём вместе», победителя конкурса «Приза зрительских симпатий».
- I Московский Открытый фестиваль молодёжного кино «Отражение», 2006 год — Диплом за вклад в развитии е молодёжного кино.
- X Минский международный фестиваль детского и юношеского кино «Листопадик-2008» — Диплом, Гран-при, приз зрительского жюри за режиссуру (за фильм «Невинные создания»).
- XVII Открытый фестиваль кино стран СНГ, Латвии, Литвы и Эстонии, 2008 год — Диплом за лучшую режиссёрскую работу с детьми (за фильм «Невинные создания»).
- VIII Детский международный фестиваль искусств «Кинотаврик» — ноябрь, 2008 год — Диплом за лучшую режиссёрскую работу (за фильм «Невинные создания»).
- Общероссийский фестиваль кино REC (Russian Elementary Cinema), 2008 год — Приз за лучший полнометражный фильм «Егорино горе» художественному руководителю и продюсеру.
- IX Российский фестиваль кинокомедий «Улыбнись, Россия!», 2008 год — Диплом за фильм «Егорино горе» художественному руководителю и продюсеру.
- XVIII Международный кинофорум «Золотой Витязь» — Диплом за режиссуру — город Липецк, 2009 год.
- XIII Всероссийский фестиваль визуальных искусств ВДЦ «Орлёнок» — Диплом.
- Почётная грамота Министерства культуры Российской Федерации «За большой вклад в развитие отечественной кинематографии, многолетнюю плодотворную работу».
- Международный благотворительный кинофестиваль «Лучезарный ангел».
- Первая премия «За лучший игровой полнометражный фильм» 2015 года («Охота жить»).
- Кинофестиваль «Литература и кино» — приз зрительских симпатий имени Клары Лучко-2015 («Охота жить»).
- Фестиваль российского кино во Франции 22e Festival DU CINEMA RUSSE HONFLEUR — благодарность от организаторов и мэрии города — 2015 («Охота жить»)
- XXIV Международный кинофорум «Золотой витязь» — золотой диплом Юрию Бердникову за фильм «Охота жить» — 2015 год.
- Х Всероссийский Фестиваль исторического кино «Вече» — Благодарственный диплом — 2016 год.
- Грамота Благодарность Министерства Внутренних Дел Российской Федерации — 2012 год.
- Медаль Министра внутренних дел В. Колокольцева «За содействия МВД России» 2013 года.
- Руководство Управления внутренних дел города Москвы — Благодарность за многолетнее творческое сотрудничество с органами внутренних дел, создания положительного образа сотрудника в киноискусстве — город Москва, 2005 год.
- Оргкомитет дней русской культуры в Риге−2015 — диплом «За верность гуманистической традиции в киноискусстве».

## Личная жизнь
Юрий Бердников — отец трёх взрослых сыновей.